# 장클로드 드레퓌스

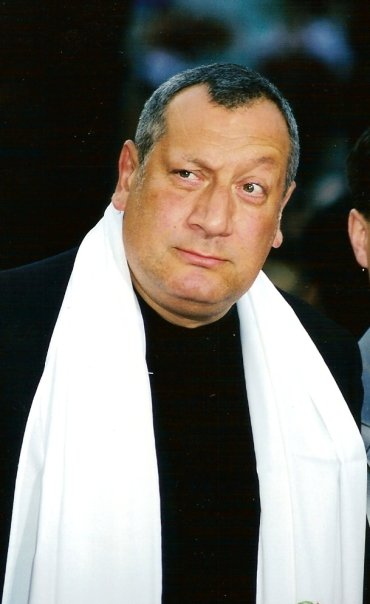

장클로드 드레퓌스(프랑스어: Jean-Claude Dreyfus, 1946년 2월 18일 ~ )는 프랑스의 배우이다. 장피에르 죄네 감독의 영화 《델리카트슨 사람들》에서 악역인 도살자 역으로 출연했다.
파리에서 태어났다.

## 영화
- 메니나 (2017년)
- 비브 라 크리스! (2017년)
- 오피셜 셀렉션 (2016년)
- 마담 프루스트의 비밀정원 (2013년) - 크루진스키 역
- 레퀴엠 포 어 킬러 (2011년) - 노래 선생 역
- 코코 샤넬 (2008년)
- 어글리 멜라니 (2008년)
- 라 퐁텐 (2007년)
- 그들 각자의 영화관 (2007년)
- 투 브라더스 (2004년) - 노르망딘 역
- 인게이지먼트 (2004년)
- 영국인과 공작 (2001년)
- 피노키오의 모험 (1996년)
- 가스코뉴의 아들 (1995년)
- 잃어버린 아이들의 도시 (1995년) - 마르셀로 역
- 연애는 대게 비극으로 끝난다 (1993년)
- 최후의 탈옥 샹떼 (1992년)
- 세상의 모든 아침 (1991년) - 마티유 역
- 델리카트슨 사람들 (1991년) - 클라펫 역
- 25 decembre 58, 10h36 (1990년)
- 코시컨 브라더스 (1984년)
- 개같은 세상 (1984년)
- 바바르가의 이방인 (1984년)
- 우리들의 이야기 (1984, Notre histoire)
- 난 천사가 아니다 (1984년)
- 위험의 대가 (1983년)
- 형사 조르당 (1983년)
- 천사들의 그림자 (1976년)